# Phi Beta Kappa

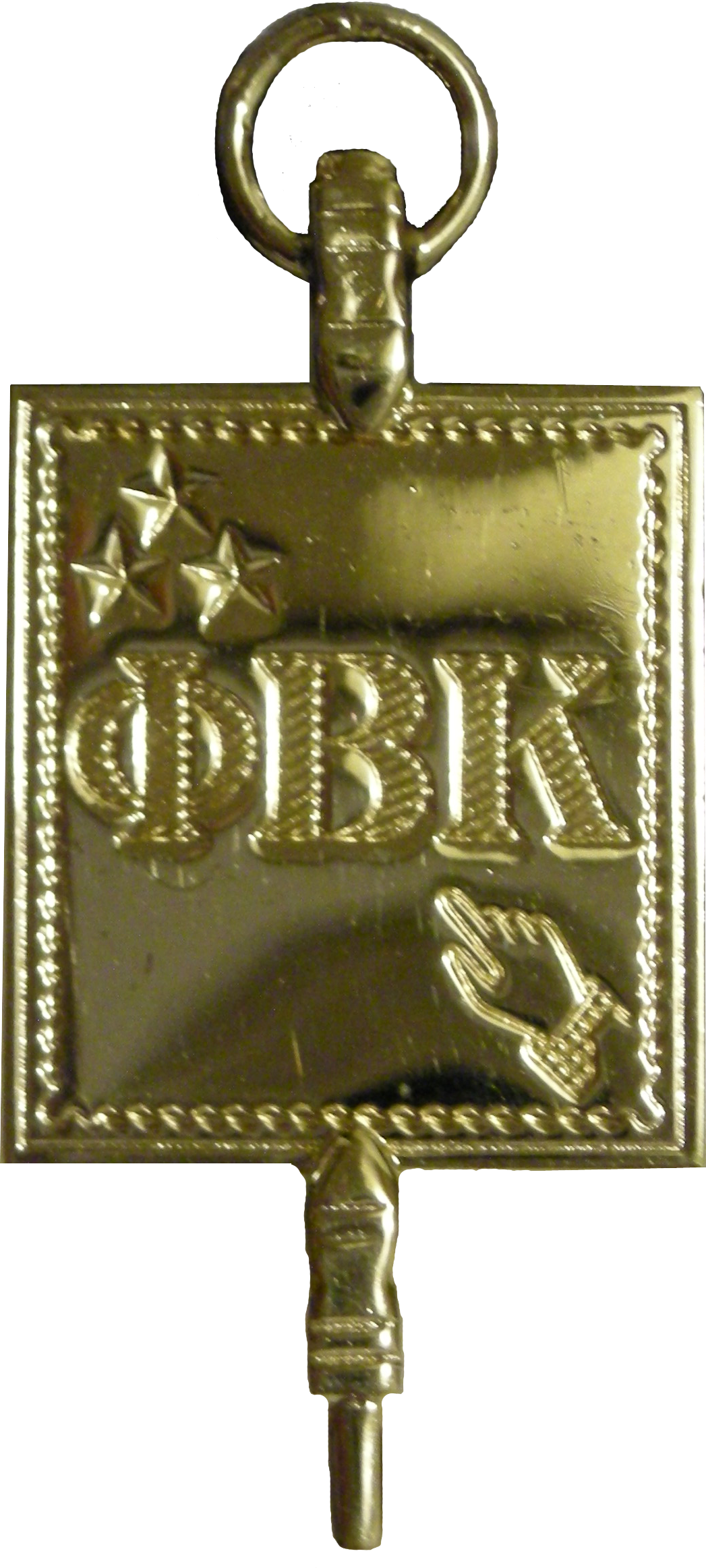
Phi-Beta-Kappa-Schlüssel

Phi Beta Kappa ist eine US-amerikanische akademische Ehrengesellschaft, die im Jahr 1776 am College of William and Mary in Williamsburg in Virginia gegründet wurde. Sie gilt als älteste Honor Society bzw. studentische Vereinigung in den Vereinigten Staaten.

## Internes
Die Aufnahme wird von der Phi-Beta-Kappa-Gesellschaft der jeweiligen Hochschule geregelt. Nur an etwa 10 % der höheren Bildungsstätten der USA gibt es solche lokalen Ableger. In der Regel werden nicht mehr als zehn Prozent der College-Studenten (vor der Graduierung als „Undergraduates“) aufgenommen. Dem betreffenden Studenten wird die Mitgliedschaft angeboten, die fast ausnahmslos angenommen wird. Phi Beta Kappa hat zurzeit rund 500.000 Mitglieder. Zu den ehemaligen Mitgliedern der Vereinigung zählen 17 US-Präsidenten, 40 Richter am Obersten Gerichtshof sowie 136 Nobelpreisträger.
Phi Beta Kappa (ΦΒΚ) steht für die griechischen Wörter Φιλοσοφία Βίου Κυβερνήτης (Philosophía Bíou Kybernḗtēs), was auf Deutsch „Weisheitsliebe ist der Leitstern (eigentlich Kapitän oder Steuermann) des Lebens“ heißt.
Ihr Symbol ist ein goldener Schlüssel, auf dem vorne drei Sterne (sie stehen für Freundschaft, Moral, Lernen), eine zeigende Hand und die Initialen ΦΒΚ stehen, auf der Rückseite ein SP (für Societas philosophiae).
Die Gesellschaft gibt vierteljährlich die Zeitschrift The American Scholar mit überwiegend geisteswissenschaftlichen Aufsätzen heraus.
Jährlich vergibt Phi Beta Kappa (ΦΒΚ) den Ralph-Waldo-Emerson-Preis für herausragende sozial- oder geisteswissenschaftliche Sachbuch-Veröffentlichungen.

## Bekannte Mitglieder

### Studenten
In chronologischer Reihenfolge
- Bushrod Washington (1762–1829), US-amerikanischer Jurist – William & Mary, 1778
- John Marshall (1755–1835), amerikanischer Politiker – William & Mary, 1780
- James Kent (1763–1847), amerikanischer Jurist und Rechtsgelehrter – Yale, 1781
- John Quincy Adams (1767–1848), US-amerikanischer Politiker und Diplomat, der 6. Präsident der Vereinigten Staaten – Harvard, 1787
- Eli Whitney (1765–1825), US-amerikanischer Erfinder und Fabrikant – Yale, 1792
- Joseph Story (1779–1845), amerikanischer Jurist – Harvard, 1798
- Daniel Webster (1782–1852), US-amerikanischer Politiker – Dartmouth, 1801
- John C. Calhoun (1782–1850), US-amerikanischer Politiker – Yale, 1804
- Samuel Morse (1791–1872), US-amerikanischer Erfinder und Professor für Malerei, Plastik und Zeichenkunst – Yale, 1810
- Rufus Choate (1799–1859), US-amerikanischer Jurist und Politiker – Dartmouth, 1819
- Nathaniel Hawthorne (1804–1864), amerikanischer Schriftsteller der Romantik – Bowdoin, 1824
- Henry Wadsworth Longfellow (1807–1882), amerikanischer Schriftsteller, Lyriker, Übersetzer und Dramatiker – Bowdoin, 1825
- Chester A. Arthur (1829–1886), US-amerikanischer Politiker, der 21. Präsident der Vereinigten Staaten – Union, 1848
- Oliver Wendell Holmes (1841–1935), amerikanischer Rechtswissenschaftler – Harvard, 1861
- Robert Edwin Peary (1856–1920), US-amerikanischer Ingenieur und Polarforscher – Bowdoin, 1877
- William Howard Taft (1857–1930), US-amerikanischer Jurist und Politiker – Yale, 1878
- John Dewey (1859–1952), US-amerikanischer Philosoph und Pädagoge – Vermont, 1879
- Theodore Roosevelt (1858–1919), US-amerikanischer Politiker, der 26. Präsident der Vereinigten Staaten – Harvard, 1880
- Charles Evans Hughes (1862–1948), US-amerikanischer Politiker und Jurist – Brown, 1881
- Charles McLean Andrews (1863–1943), US-amerikanischer Historiker und Hochschullehrer – Hartford 1884
- George Santayana (1863–1952), spanischer Philosoph, Schriftsteller und Literaturkritiker – Harvard, 1886
- Bernard Baruch (1870–1965), US-amerikanischer Finanzier, Börsenspekulant, Politikberater und später Philanthrop – CUNY, 1889
- W. E. B. Du Bois (1868–1963), amerikanischer Soziologe, Philosoph und Journalist – Fisk, 1890
- Bainbridge Colby (1869–1950), US-amerikanischer Jurist und Politiker – Williams, 1890
- Learned Hand (1872–1961), US-amerikanischer Richter und Rechtsgelehrter – Harvard, 1893
- Alexander Meiklejohn – Brown, 1893
- Harlan Fiske Stone (1872–1946), US-amerikanischer Jurist und Politiker – Amherst, 1894
- Owen Roberts (1875–1955), US-amerikanischer Jurist – Pennsylvania, 1895
- Felix Frankfurter (1882–1965), US-amerikanischer Jurist – CUNY, 1902
- Elihu Root (1845–1937), US-amerikanischer Jurist und Politiker – Hamilton, 1903
- John Foster Dulles (1888–1959), US-amerikanischer Politiker – Princeton, 1908
- Dorothy Kenyon (1888–1972), Rechtsanwältin, Richterin, Feministin und politische Aktivistin für Bürgerrechte – Northampton, 1908
- Owen Brewster (1888–1961), US-amerikanischer Politiker – Bowdoin, 1909
- Harold Hitz Burton (1888–1964), US-amerikanischer Richter und Politiker – Bowdoin, 1909
- Walter Lippmann (1889–1974), US-amerikanischer Journalist, Schriftsteller und Medienkritiker – Harvard, 1909
- Paul Howard Douglas (1892–1976), Universitätsprofessor, Wirtschaftswissenschaftler und US-Senator – Bowdoin, 1913
- Pearl S. Buck (1892–1973), US-amerikanische Schriftstellerin – Randoph-Macon, 1914
- James Bryant Conant (1893–1978), US-amerikanischer Chemiker, Wissenschaftspolitiker und Diplomat – Harvard, 1914
- Dean Acheson (1893–1971), US-amerikanischer Politiker – Yale, 1915
- Archibald MacLeish (1892–1982), amerikanischer Dichter und Politiker – Yale, 1915
- Charles Hamilton Houston – Amherst, 1915
- Alfred Kinsey (1894–1956), amerikanischer Sexualforscher und Hochschullehrer – Bowdoin, 1916
- Paul Robeson (1898–1976), US-amerikanischer Schauspieler, Sänger, Sportler, Autor und Bürgerrechtler – Rutgers, 1919
- William O. Douglas (1898–1980), US-amerikanischer Jurist – Whitman, 1920
- Herbert Brownell Jr. (1904–1996), US-amerikanischer Jurist, Politiker – Nebraska, 1924
- Countee Cullen (1903–1946), US-amerikanischer Dichter, Schriftsteller – N.Y. University, ca. 1926
- Alger Hiss (1904–1996), amerikanischer Rechtsanwalt und Regierungsbeamter – Johns Hopkins, 1926
- Harry A. Blackmun (1908–1999), US-amerikanischer Jurist – Harvard, 1929
- Lewis F. Powell (1907–1998), Richter – Washington & Lee, 1929
- Nelson Rockefeller (1908–1979), US-amerikanischer Politiker – Dartmouth, 1930
- Clement Greenberg (1909–1994), US-amerikanischer Kunstkritiker – New York, 1930
- Jonas Salk (1914–1995), US-amerikanischer Arzt und Immunologe – CCNY, 1930
- Carl Albert (1908–2000), US-amerikanischer Politiker – Oklahoma, 1931
- Dean Rusk (1909–1994), US-amerikanischer Politiker – Davidson, 1931
- Daniel J. Boorstin (1914–2004), amerikanischer Historiker und Schriftsteller – Harvard, 1934
- Richard Helms (1913–2002), US-amerikanischer Geheimdienstfunktionär – Williams, 1935
- Edmund Muskie (1914–1996), US-amerikanischer Politiker – Bates, 1936
- Robert McNamara (1916–2009), US-amerikanischer Manager und Politiker – Berkeley, 1937
- Potter Stewart (1915–1985), US-amerikanischer Jurist – Yale, 1937
- Byron White (1917–2002), US-amerikanischer American-Football-Spieler und Jurist – Colorado, 1937
- Caspar Weinberger (1917–2006), US-amerikanischer Politiker – Harvard, 1938
- Ella T. Grasso (1919–1981), US-amerikanische Politikerin – Mt. Holyoke, 1940
- Bernard Epstein (1920–2005), US-amerikanischer Mathematiker – NYU, 1940
- John Paul Stevens (1920–2019), US-amerikanischer Jurist – Chicago, 1941
- Betty Friedan (1921–2006), US-amerikanische Feministin und Publizistin – Smith, 1942
- Phyllis Schlafly (1924–2016), Publizistin und politische Aktivistin – Washington U., 1943
- Miriam London (1923–2011), US-amerikanische Forscherin des sowjetischen und chinesischen Sozialsystems – Philadelphia 1944
- Peter Gay (1923–2015), US-amerikanischer Historiker – Denver, 1946
- Tom Lehrer (1928–2025), US-amerikanischer Singer-Songwriter, Satiriker und Mathematiker – Harvard, 1946
- Frank Church (1924–1984), US-amerikanischer Politiker – Stanford, 1947
- Robert Bork (1927–2012), US-amerikanischer Jurist – Chicago, 1948
- George Bush (1924–2018), US-amerikanischer Politiker, der 41. Präsident der Vereinigten Staaten – Yale, 1948
- William H. Rehnquist (1924–2005), US-amerikanischer Jurist – Stanford, 1948
- Brockman Adams (1927–2004), US-amerikanischer Politiker – Washington, 1949
- Edward O. Wilson (1929–2021), US-amerikanischer Insektenkundler und Biologe – Alabama, 1949
- Henry Kissinger (1923–2023), US-amerikanischer Politikwissenschaftler und Politiker – Harvard, 1950
- Pat Robertson (1930–2023), US-amerikanischer Prediger und Politiker – Washington & Lee, 1950
- Susan Sontag (1933–2004), amerikanische Schriftstellerin, Essayistin, Publizistin und Regisseurin – Chicago, 1951
- Stephen Sondheim (1930–2021), amerikanischer Musicalkomponist und -texter – Williams, 1952
- John Shelby Spong (1931–2021), Bischof der Episcopal Diocese of Newark – North Carolina, 1952
- Thomas R. Pickering (* 1931), US-amerikanischer Diplomat und Wirtschaftsmanager – Bowdoin, 1953
- Ruth Bader Ginsburg (1933–2020), US-amerikanische Juristin – Cornell, 1954
- Richard Lugar (1932–2019), US-amerikanischer Politiker – Denison, 1954
- Victor Navasky (1932–2023), Professor – Swarthmore, 1954
- John Updike (1932–2009), US-amerikanischer Schriftsteller – Harvard, 1954
- Ralph Nader (* 1934), US-amerikanischer Verbraucheranwalt und Politiker – Princeton, 1955
- Gloria Steinem (* 1934), US-amerikanische Feministin, Journalistin und Frauenrechtlerin – Smith, 1956
- Kate Millett (1934–2017), US-amerikanische Feministin, Schriftstellerin und Künstlerin – Minnesota, 1956
- Elizabeth Dole (* 1936), US-amerikanische Politikerin – Duke, 1958
- Anthony Kennedy (* 1936), US-amerikanischer Jurist – Stanford, 1958
- Kris Kristofferson (1936–2024), US-amerikanischer Country-Sänger, Songwriter und Schauspieler – Pomona, 1958
- Stephen Breyer (* 1938), amerikanischer Jurist – Stanford, 1959
- Francis Ford Coppola (* 1939), US-amerikanischer Regisseur und Produzent – Hofstra, 1959
- Bob Graham (1936–2024), US-amerikanischer Politiker – Florida, 1959
- Robert Nozick (1938–2002), US-amerikanischer Philosoph – Columbia, 1959
- Richard Posner (* 1939), amerikanischer Richter – Yale, 1959
- Robert Rubin (* 1938), US-amerikanischer Bankier, Geschäftsmann sowie Politiker – Harvard, 1960
- Fay Vincent – Williams, 1960
- Patricia Schroeder (1940–2023), US-amerikanische Politikerin – Minnesota, 1961
- David Souter (1939–2025), US-amerikanischer Jurist – Harvard, 1961
- Lamar Alexander (* 1940), US-amerikanischer Politiker – Vanderbilt, 1962
- Tom Brokaw (* 1940), US-amerikanischer Journalist – South Dakota, 1962
- Lynne Cheney (* 1941), US-amerikanische Literaturwissenschaftlerin und Autorin – Colorado C., 1962
- Richard Epstein – Columbia, 1963
- David Satcher (* 1941), Admiral – Morehouse, 1963
- James Woolsey (* 1941), US-amerikanischer Rechtsanwalt und Regierungsbeamter – Stanford, 1963
- David R. Knechtges (* 1942), Professor für Ostasiatische Sprachen und Literatur – Washington, 1964
- Michael Crichton (1942–2008), US-amerikanischer Schriftsteller, Drehbuchautor und Regisseur – Harvard, 1964
- Joe Lieberman (1942–2024), US-amerikanischer Politiker – Yale, 1964
- Angela Davis (* 1944), US-amerikanische Bürgerrechtlerin, Philosophin, Humanwissenschaftlerin und Schriftstellerin – Brandeis, 1965
- Paul Wellstone (1944–2002), US-amerikanischer Politiker – North Carolina, 1965
- Bill Weld (* 1945), US-amerikanischer Jurist und Politiker – Harvard, 1966
- Bill Clinton (* 1946), US-amerikanischer Politiker, der 42. Präsident der Vereinigten Staaten – Georgetown, 1968
- Laurie Anderson (* 1947), US-amerikanische Performance-Künstlerin, Musikerin und Filmregisseurin – Barnard 1969
- Hillary Clinton (* 1947), US-amerikanische Politikerin  – Wellesley, 1969
- Jon Corzine (* 1947), US-amerikanischer Bankmanager und Politiker – Illinois, 1969
- Frank H. Easterbrook – Swarthmore, 1970
- David Rubenstein (* 1949), US-amerikanischer Unternehmer, Investor und Philanthrop – Duke, 1970
- Louis Freeh (* 1950), US-amerikanischer Regierungsbeamter – Rutgers, 1971
- Nadine Strossen (* 1950), US-amerikanische Juristin und Bürgerrechtlerin – Radcliffe, 1972
- Benazir Bhutto (1953–2007), pakistanische Politikerin – Radcliffe, 1973
- Jeb Bush (* 1953), US-amerikanischer Politiker – Texas, 1973
- Elijah Cummings (1951–2019), amerikanischer Politiker – Howard, 1973
- E. J. Dionne (* 1952), US-amerikanischer Journalist und politischer Kommentator – Harvard, 1973
- Condoleezza Rice (* 1954), US-amerikanische Politikerin – Denver, 1974
- Susan Collins (* 1952), US-amerikanische Politikerin – St. Lawrence, 1975
- Gale Norton (* 1954), US-amerikanische Politikerin – Denver, 1975
- Lawrence B. Lindsey – Bowdoin, 1976
- Jackie Fuchs (* 1959), US-amerikanische Rockmusikerin und Anwältin – UCLA, 1988
- Jennifer Granholm (* 1959), US-amerikanische Politikerin – Berkeley, 1980
- Nicholas D. Kristof (* 1959), US-amerikanischer Journalist, Autor und Kolumnist – Harvard, 1981
- George Stephanopoulos (* 1961), amerikanischer Journalist und Politikberater – Columbia, 1982
- Miguel Estrada – Columbia, 1983
- Dinesh D’Souza (* 1961), indischstämmiger US-amerikanischer Autor, Filmemacher und konservativer politischer Kommentator – Dartmouth, 1983
- Daniel Pearl (1963–2002), US-amerikanisch-israelischer Journalist – Stanford, 1985
- Jeff Bezos (* 1964), US-amerikanischer Unternehmer und Investor – Princeton, 1986
- Sarah Cleveland (* 1965), US-amerikanische Juristin – Brown 1987
- Paul Clement (* 1966), US-amerikanischer Jurist und Hochschullehrer – Georgetown, 1988
- Ashley Judd (* 1968), US-amerikanische Schauspielerin – Kentucky, 1990
- Kellyanne Conway (* 1967), US-amerikanische Juristin und Meinungsforscherin – Trinity Washington, 1989
- Anne Dias-Griffin – Georgetown, 1993
- Stephanie Herseth (* 1970), US-amerikanische Politikerin – Georgetown, 1993
- Tristan Taormino (* 1971), feministische Autorin, Kolumnistin und Porno-Regisseurin – Wesleyan, 1993
- Jori Chisholm – Puget Sound, 1997
- Peyton Manning (* 1976), US-amerikanischer American-Football-Spieler – Tennessee, 1997
- Henry Paulson (* 1946), US-amerikanischer Geschäftsmann und Politiker[1]
- Paul Adelstein (* 1969), US-amerikanischer Schauspieler und Drehbuchautor
- Kate Bolduan (* 1983), amerikanische Fernseh-Journalistin – GWU Washington, 2005

### Ehrenmitglieder
In alphabetischer Reihenfolge
- Henry Adams (1838–1918), US-amerikanischer Historiker und Kulturphilosoph
- Isaac Asimov (1920–1992), russisch-amerikanischer Biochemiker, Sachbuchautor und einer der bekanntesten Science-Fiction-Schriftsteller
- Alexander Graham Bell (1847–1922), britischer und später US-amerikanischer Sprechtherapeut, Erfinder und Großunternehmer
- Leonard Bernstein (1918–1990), US-amerikanischer Komponist, Dirigent und Pianist
- Louis Brandeis (1856–1941), US-amerikanischer Jurist
- Martin Van Buren (1782–1862), der achte Präsident der Vereinigten Staaten
- Jimmy Carter (1924–2024), US-amerikanischer Politiker, der 39. Präsident der Vereinigten Staaten
- Grover Cleveland (1837–1908), US-amerikanischer Politiker, der 22. sowie 24. Präsident der Vereinigten Staaten
- Calvin Coolidge (1872–1933), US-amerikanischer Politiker, der 30. Präsident der Vereinigten Staaten
- Eleanor Duckett (1880–1976), Mediävistin und Altphilologin
- Dwight D. Eisenhower (1890–1969), US-amerikanischer General, der 34. Präsident der Vereinigten Staaten
- Ralph Waldo Emerson (1803–1882), US-amerikanischer Philosoph und Schriftsteller
- Robert Frost (1874–1963), amerikanischer Dichter und vierfacher Pulitzer-Preisträger
- James A. Garfield (1831–1881), US-amerikanischer Politiker, der 20. Präsident der Vereinigten Staaten
- Murray Gell-Mann (1929–2019), US-amerikanischer Physiker
- Rutherford B. Hayes (1822–1893), US-amerikanischer Politiker, der 19. Präsident der Vereinigten Staaten
- Heinrich Hoeniger (1879–1961), deutscher Jurist, Rechtswissenschaftler und Sachbuchautor
- Washington Irving (1783–1859), amerikanischer Schriftsteller
- Henry James (1843–1916), amerikanisch-britischer Schriftsteller
- Helen Keller (1880–1968), amerikanische Schriftstellerin
- Victor Lange (1908–1996), deutsch-amerikanischer Germanist und Anglist
- Wolfgang Leonhard (1921–2014), deutscher Historiker
- Thomas Mann (1875–1955), deutscher Schriftsteller[2]
- Franklin Pierce (1804–1869), US-amerikanischer Politiker, der 14. Präsident der Vereinigten Staaten
- John D. Rockefeller (1839–1937), US-amerikanischer Unternehmer
- Franklin D. Roosevelt (1882–1945), US-amerikanischer Politiker, der 32. Präsident der Vereinigten Staaten
- Carl Sandburg (1878–1967), US-amerikanischer Dichter, Romanautor, Journalist und Historiker
- William T. Sherman (1820–1891), US-amerikanischer Offizier, Bankier, Rechtsanwalt, Schriftsteller
- Paul Tillich (1886–1965), US-amerikanischer protestantischer Theologe (Dogmatiker) und Religionsphilosoph
- Harry S. Truman (1884–1972), US-amerikanischer Politiker, der 33. Präsident der Vereinigten Staaten
- Mark Twain (1835–1910), amerikanischer Schriftsteller
- Booker T. Washington (1856–1915), US-amerikanischer Pädagoge, Sozialreformer und Bürgerrechtler
- Woodrow Wilson (1856–1924), US-amerikanischer Politiker, der 28. Präsident der Vereinigten Staaten